# A Rosa do Adro
A Rosa do Adro é um filme mudo português, realizado por Georges Pallu, no ano de 1919, baseado no romance de Manuel Maria Rodrigues. Na altura do seu lançamento foi anunciado sob o lema «Romance Português - Filme Português - Cenas Portuguesas - Actores Portugueses». Teve a sua antestreia no dia 6 de Julho de 1919, no Teatro Sá da Bandeira, no Porto, sendo o filme acompanhado por música composta e tocada ao vivo por Armando Leça. A estreia oficial nas salas de cinema portuguesas ocorreu a 16 de Julho de 1919.
Em 1938, foi realizado o remake A Rosa do Adro por Chianca de Garcia.

## Enredo
Rosa é uma pobre costureira que vive com a avó e que se enamora de Fernando, filho de ricos lavradores e finalista de Medicina. António, rapaz do campo, ama Rosa, que não lhe corresponde, e espia os namorados. Rosa e Fernando encontram-se às escondidas de noite, num quintal. Numa noite de chuva encontram-se no quarto dela e António apercebe-se deste facto. A partir deste momento, Fernando desinteressa-se de Rosa e enamora-se de Deolinda, filha de uma marquesa, conhecida de Rosa, e que vive no Porto. Rosa fica doente com tuberculose. Mas Deolinda, conhecedora do caso de Fernando e Rosa, exige-lhe que se case com Rosa, ao que ele recusa. António arma uma emboscada a Fernando que fica gravemente doente. Este e Rosa acabam-se por casar. Rosa morre mais tarde. O Padre Francisco, que recolhera António, revela-lhe que Rosa não podia ter casado com António pois eram irmãos. Com o remorso de ter causado a desgraça de Rosa e de Fernando, suicida-se.

## Elenco
- Maria de Oliveira - Rosa do Adro
- Carlos Santos - António
- Erico Braga - Fernando
- Etelvina Serra - Deolinda
- Duarte Silva - Padre Januário
- Manuel Dos Santos Oliveira - José da Costa
- Georgina Gonçalves - Baronesa de Fontacarda
- Maria Cristina - Avó de Rosa
- Emília D'Oliveira